# Christian Gottfried Daniel Nees von Esenbeck
Christian Gottfried Daniel Nees von Esenbeck, född 14 februari 1776 på Reichenberg, död 18 mars 1858 i Breslau, var en tysk botaniker och naturfilosof. Han var son till Johann Conrad Nees (1737–1821) och Katharina Friederika Dorothea Esenbeck (1745/46–1821) samt äldre bror till Theodor Friedrich Ludwig Nees von Esenbeck (1887–1837).
Efter gymnasiestudier i Darmstadt, studerade han 1795–1799 filosofi och medicin vid universitetet i Jena. År 1800 disputerade han i medicin vid universitetet i Giessen. Sedan verkade han som läkare men bedrev samtidigt studier inom områdena filosofi, naturhistoria och språk. Redan 1802 drog han sig tillbaka till privatlivet som samlare och ivrig skriftställare inom zoologi (särskilt entomologi) och botanik och som flitig recensent av den naturfilosofiska, naturhistoriska och medicinska litteraturen. Från 1818 till sin död var han president för kejserliga Leopoldinska-Karolinska akademien, som genom hans inflytande återupprättades och fick årligt underhåll av preussiska staten. Sedan han av ekonomiska skäl tvungits att återgå i statlig tjänst, kallades han till professor i botanik vid universitetet i Erlangen 1817, universitetet i Bonn 1818 och universitetet i Breslau 1830. 
Från denna tid tog hans socialpolitiska och religiösa intressen alltmer överhand, han anslöt sig till socialdemokratiska partiet, utgav skrifter med omstörtande läror i kyrkliga och etiska frågor, övergav sina forna umgängeskretsar inom samhällets elit och tog verksam del i de politiska rörelserna 1848. År 1851, vid 75 års ålder avsattes han från alla sina ämbeten utan pension. 
Bortsett från hans naturfilosofiska ståndpunkt och särskilt hans abstrakta spekulationer över Goethes metamorfoslära, som han försökte göra till grundval för hela växtrikets utvecklingslära och systematik (Handbuch der Botanik, 1-2, 1820–1821), var hans vetenskapliga verk av högt och beståndande värde. Främst står hans många botaniska monografier och andra systematiska arbeten, i vilka han är en kritisk och skarpsynt iakttagare. Under sina sista 20 år gav han huvudsakligen ut naturfilosofiska, sociala och religiösa skrifter, däribland Das Leben der Ehe in der vernünftigen Menschheit und ihr Verhältnis zum Staat und zur Kirche (1845), ett arbete, som togs till en av huvudpunkterna i de anklagelser mot honom, varigenom han berövades sina ämbeten. Bland hans sista arbeten märks en mindre skrift, Allgemeine Formenlehre der Natur (1852), i vilken han uppvisar naturvetenskapernas och åskådningens värde som undervisnings- och uppfostringsmedel, ett uppslag, som dock först långt efteråt skulle beaktas av pedagogerna. Många utmärkelser kom honom till del; bland annat var han ledamot av 77 lärda samfund.
Auktorsnamnet Nees kan användas för Christian Gottfried Daniel Nees von Esenbeck i samband med ett vetenskapligt namn inom botaniken; se Wikipediaartiklar som länkar till auktorsnamnet.